# Anthemios von Tralleis
Anthemios von Tralleis (* in Tralleis (heute Aydın) in Lydien in der 2. Hälfte des 5. Jahrhunderts; † vor 558, wahrscheinlich in Konstantinopel) war ein spätantiker Mathematiker, Gelehrter und Architekt.

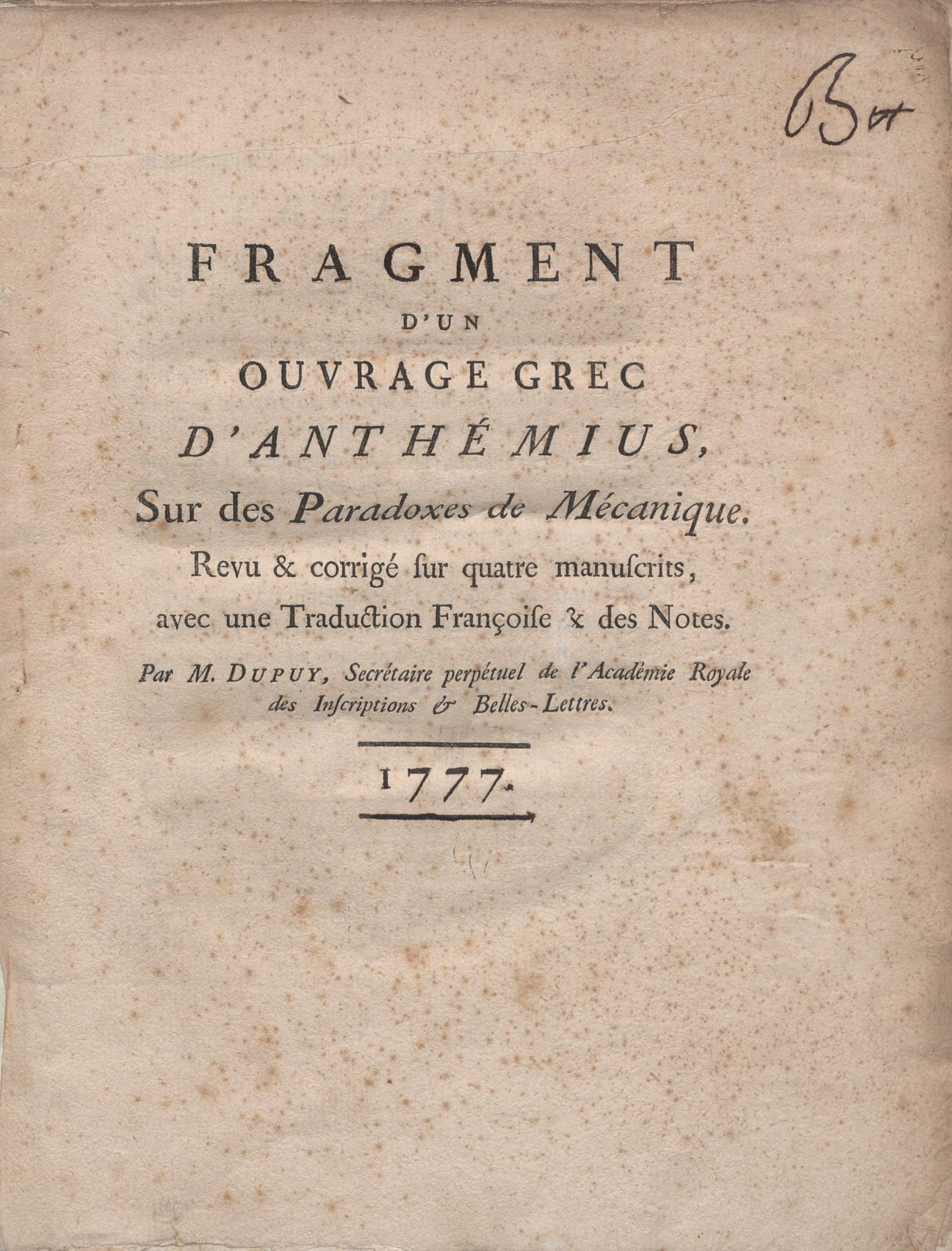
Fragment einer griechischen Arbeit von Anthemios über Paradoxe der Mechanik (Fragment d’un ouvrage grec d’Anthèmius sur des Paradoxes de mècanique), 1777

## Leben und Wirken

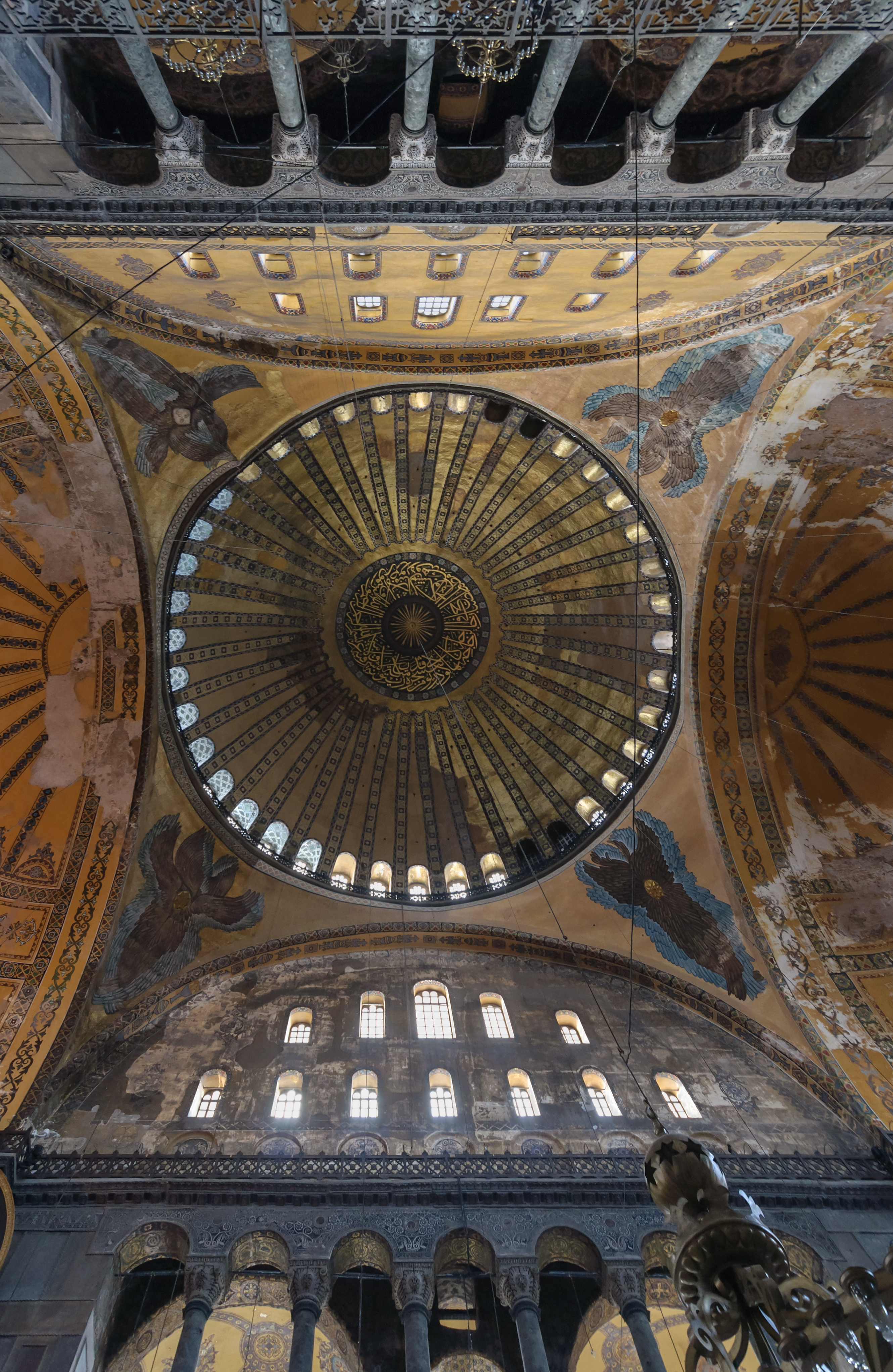
Kuppel der von Anthemios erbauten Hagia Sophia.

Anthemios war der Sohn eines Arztes namens Stephanos und galt als ein ausgezeichneter Mathematiker, wenngleich er als Architekt noch größere Erfolge feiern konnte. So baute Anthemios von 532 bis 537 im Auftrag des oströmischen Kaisers Justinian I. zusammen mit Isidor von Milet die Kirche Hagia Sophia in Konstantinopel.
Nach dem Bericht des Geschichtsschreibers Prokopios hatten beide Architekten die Leitung der Arbeiten. Anthemios habe das Modell des Bauwerks angefertigt. Dem Preisgedicht Ekphrasis des Paulos Silentiarios zufolge befasste sich Anthemios hingegen vorwiegend mit den Fundamenten. Zum Zeitpunkt des Kuppeleinsturzes im Mai 558 war Anthemios nicht mehr am Leben.
Im Auftrag Justinians wurden Anthemios, der etwa von Agathias in seinem Geschichtswerk hoch gelobt wird, und Isidor auch mit anderen Aufgaben betraut. So sollten sie beispielsweise eine Möglichkeit finden, die Überflutungen bei der Festung Dara-Anastasiupolis zu stoppen.
Er soll außerdem versucht haben, die Spiegelkonstruktion des Archimedes, mit der er römische Schiffe bei der Schlacht von Syrakus in Brand gesetzt haben soll, nachzubauen. Trotz großer Bemühungen ist ihm das nie gelungen. Die „Brennspiegellegende“ wird heute als tatsächliche Legende angesehen.